# Bachhagel
Bachhagel là một đô thị ở huyện Dillingen bang Bayern nước Đức. Đô thị Bachhagel có diện tích 19,72 km², dân số thời điểm ngày 31 tháng 12 năm 2006 là 2384 người.